# السكك الحديدية العابرة لبحر قزوين

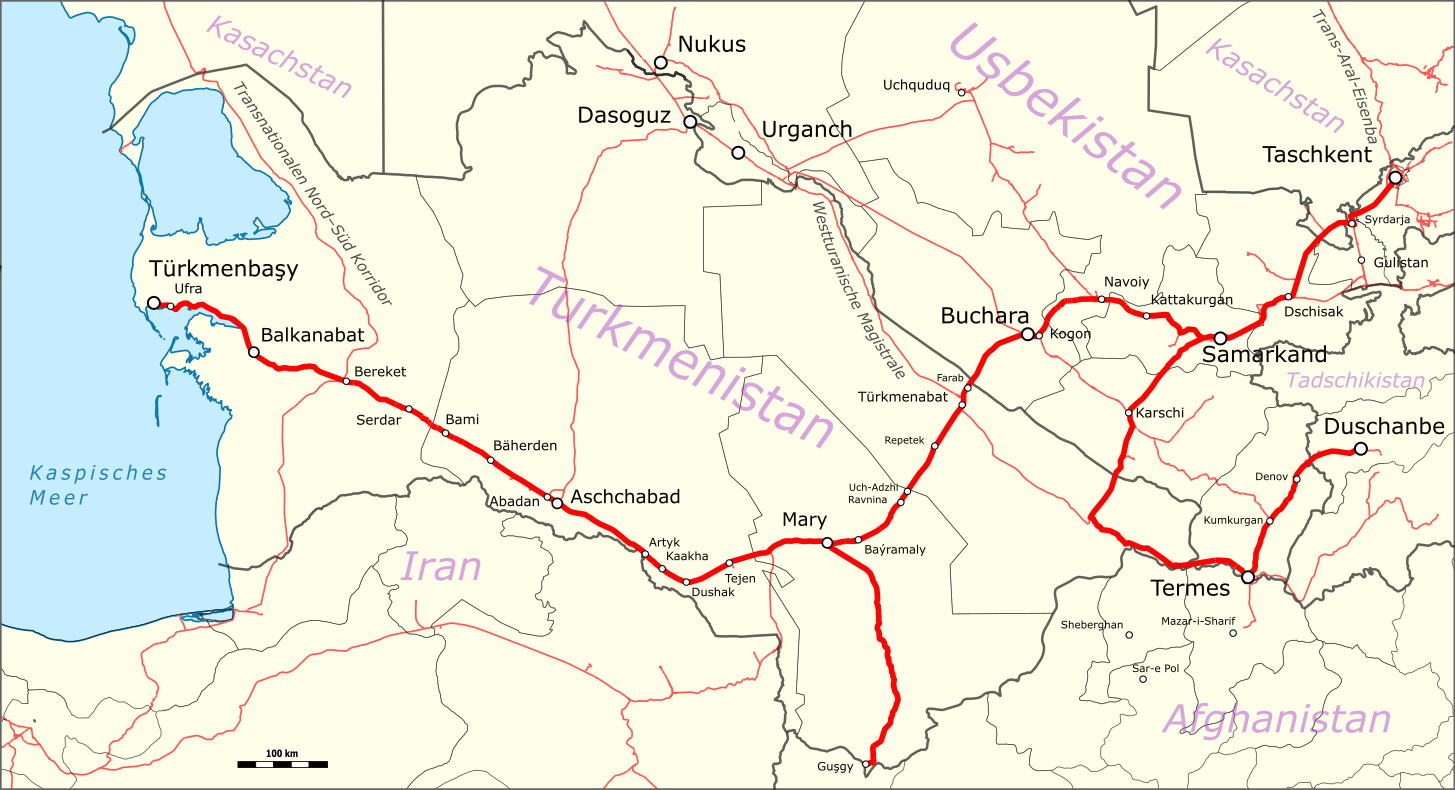
خريطة للسكك الحديدية العابرة لبحر قزوين

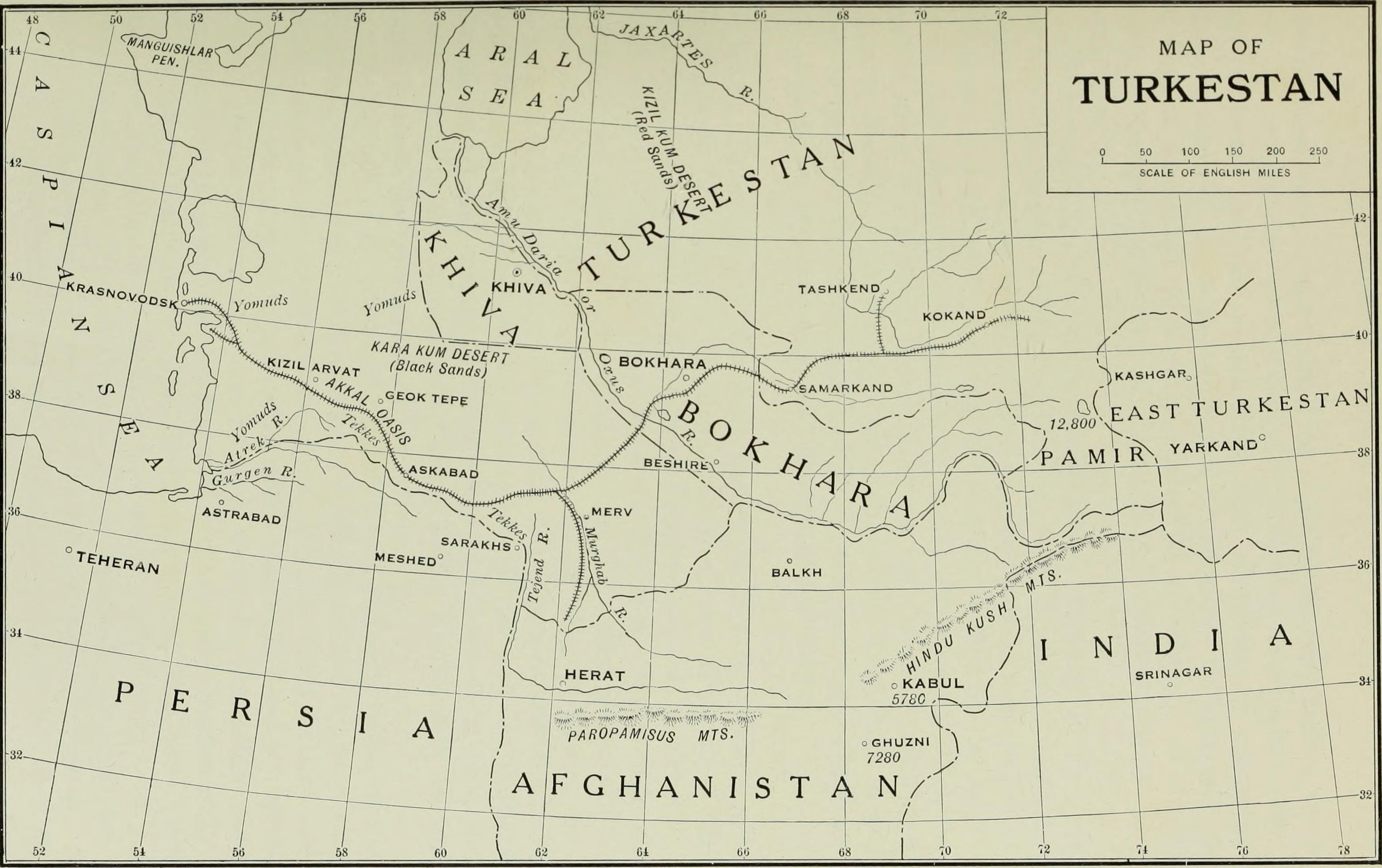
خريطة لسكة حديد آسيا الوسطى عام 1922. امتد خط السكة الحديد من كراسنوفودسك إلى Kokand وTashkend عبر Askabad وBokhara وSamarkand.

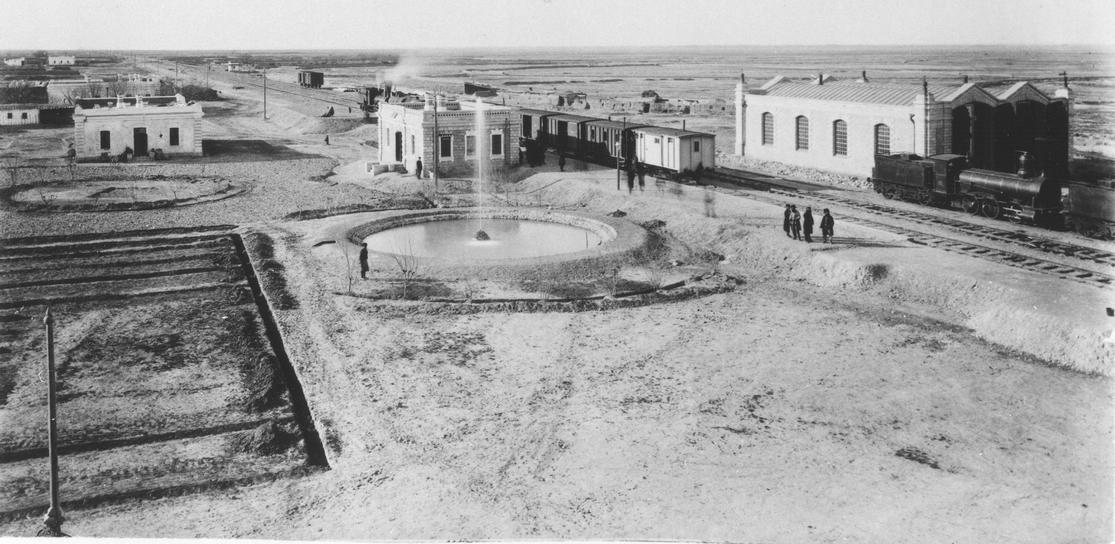
محطة بهارلي على سكة الحديد العابرة لبحر قزوين 1890

السكك الحديدية العابرة لبحر قزوين (وتسمى أيضًا سكة حديد آسيا الوسطى، (بالروسية: Среднеазиатская железная дорога)‏ ) Trans-Caspian railway عبارة عن خط سكة حديد يتبع مسار طريق الحرير عبر معظم غرب آسيا الوسطى. بنتها الإمبراطورية الروسية خلال توسعها في آسيا الوسطى في القرن التاسع عشر. بدأ العمل في خط السكة الحديد في عام 1879، بعد الانتصار الروسي على خوقند. في الأصل خدم غرضًا عسكريًا يتمثل في تسهيل قيام الجيش الإمبراطوري الروسي بأعمال ضد المقاومة المحلية لحكمهم. ومع ذلك، عندما زار اللورد كرزون خط السكة الحديد، أشار إلى أنه يعتبر أن أهميتها تتجاوز السيطرة العسكرية المحلية وتهدد المصالح البريطانية في آسيا.

## تاريخ

### البناء

طريق السكك الحديدية العابرة لبحر قزوين في تركمانستان

طريق السكك الحديدية العابرة لبحر قزوين في أوزبكستان

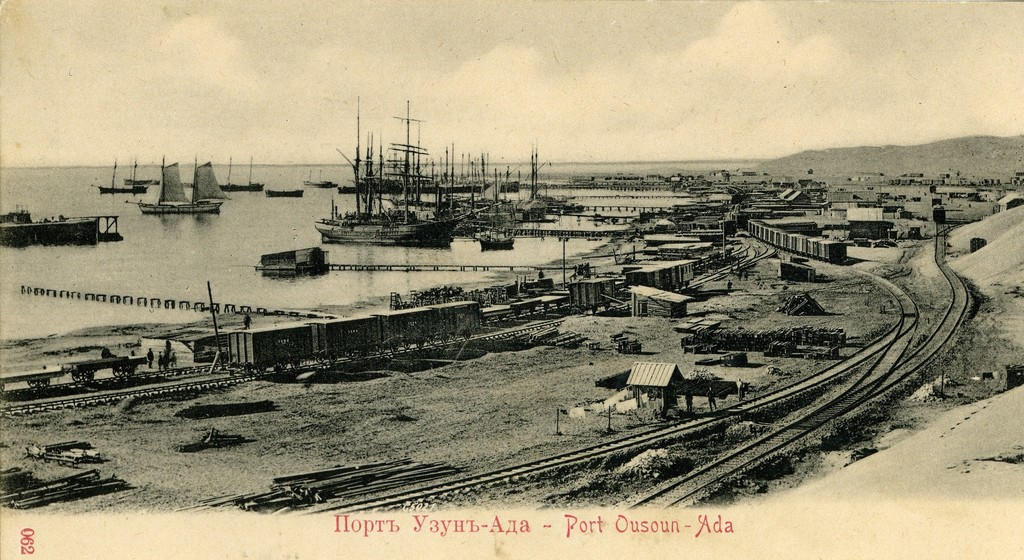
ميناء ومحطة سكة حديد أوزون آدا

بدأ بناء خط سكة حديد ضيق في عام 1879 يصل إلى Gyzylarbat فيما يتعلق بالغزو الروسي لـ Transcaspia تحت قيادة الجنرال ميخائيل سكوبيليف. تم تغييره بسرعة إلى المقياس الروسي القياسي البالغ 5 ft (1٬524 mm) وتم الانتهاء من البناء حتى عشق اباد وميرف ( ماري الحديثة) تحت قيادة الجنرال مايكل نيكولايفيتش أنينكوف في عام 1886. بدأ الخط في الأصل من أوزون-آدا على بحر قزوين، لكن المحطة تحولت لاحقًا شمالًا إلى الميناء في كراسنوفودسك. وصل سكة الحديد إلى سمرقند عبر بخارى في عام 1888، حيث توقف لمدة عشر سنوات حتى امتد إلى طشقند وأنديجان في عام 1898. لم يكتمل الجسر الدائم فوق نهر Oxus (Amu-Darya) حتى عام 1901، وحتى ذلك الحين مرت القطارات ببناء خشبي متهالك غالبًا ما تضرر بسبب الفيضانات. في وقت مبكر من عام 1905، كانت هناك عبارة قطار عبر بحر قزوين من كراسنوفودسك إلى باكو في أذربيجان. تم الانتهاء من سكة حديد طشقند التي تربط سكة حديد Transcaspian العسكرية بشبكة خطوط السكك الحديدية الروسية والأوروبية الأخرى في عام 1906.

## الأثر الاقتصادي

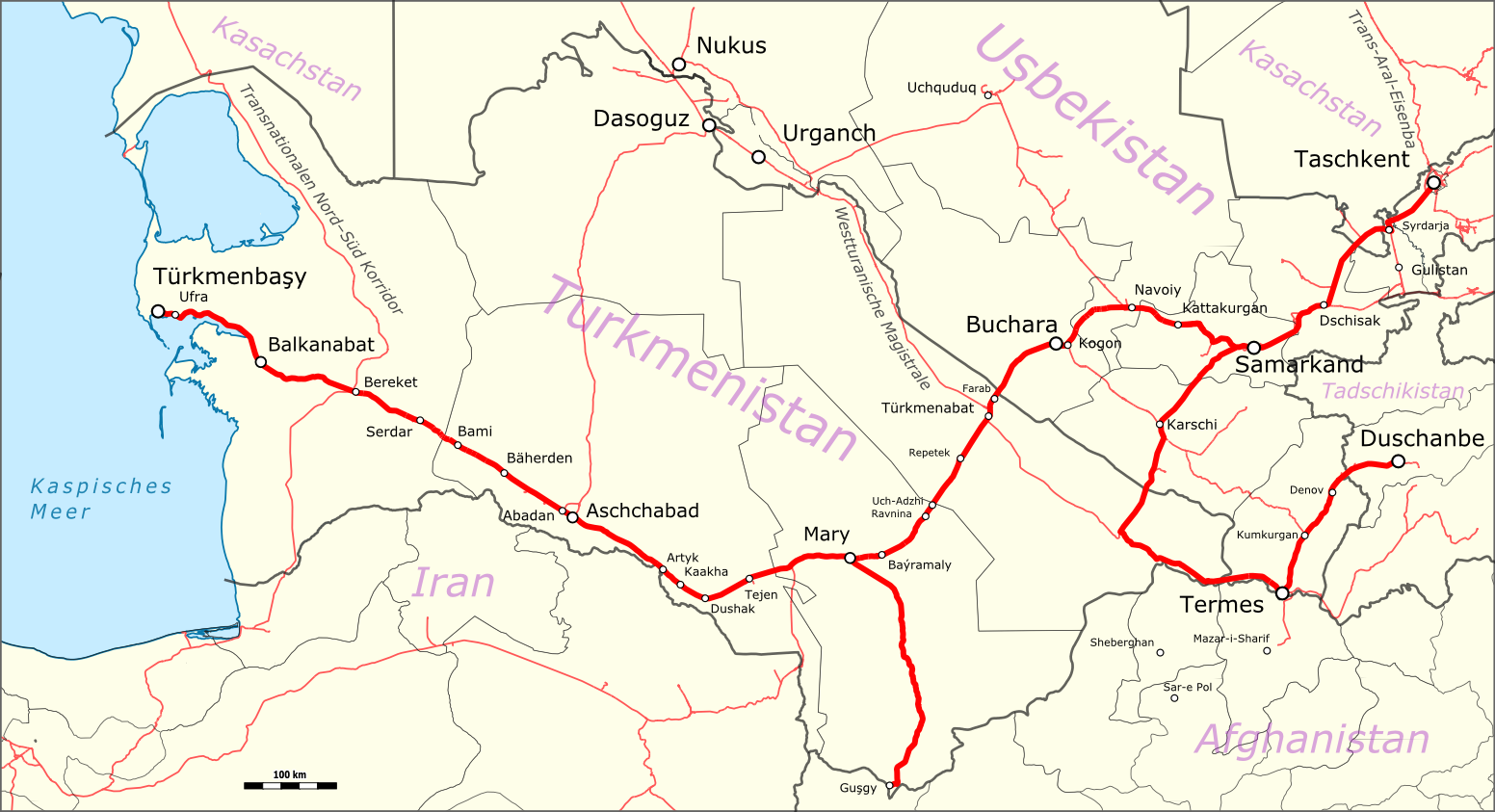
الأثر الاقتصادي لسكة الحديد العابرة لبحر قزوين: خريطة توضح البنية عام 1930 مقارنة بخطوط السكك الحديدية وحدود 2015

سمحت السكك الحديدية بزيادة هائلة في كمية القطن المصدّر من المنطقة. زاد هذا من 873،092 بودي في عام 1888 إلى 3،588،025 في عام 1893. كما تم استيراد السكر والكيروسين والخشب والحديد ومواد البناء للمنطقة. استخدم الحاكم العام نيكولاي روزينباخ هذه الأرقام التجارية المتزايدة للدفاع عن التمديد إلى طشقند، بينما عرض التاجر NI Reshetnikov أموالًا خاصة لنفس الغرض.

### الثورة والحرب الأهلية
كانت السكك الحديدية أهم وسيلة اتصال في المنطقة، وأصبح عمال السكة الحديد ناشطين رئيسيين خلال الثورة الروسية. كان خمسة وثلاثون من عمال السكك الحديدية هم من أسسوا سوفييت طشقند في 2 مارس 1917. لقد أصدروا مرسومًا يقضي بنقل إدارة السكك الحديدية بعيدًا عن عشق أباد وأرسلوا المفوض فرولوف إلى تلك المدينة، وهي خطوة أثبتت أنها لا تحظى بشعبية. في المقابل بدأ عمال السكك الحديدية على طول الطرف الغربي للسكك الحديدية انفصالًا عن طشقند ذات التوجه البلشفي، وأنشأوا اللجنة التنفيذية في عشق أباد في 14 يوليو 1918.
لعب كل من السكك الحديدية والعمال أيضًا دورًا مهمًا في الحرب الأهلية الروسية. شاركت قوات من الجيش الهندي البريطاني في بعض المعارك على طول خط السكة الحديد. كانت طشقند معقلاً هامًا للجيش الأحمر.

### تحت الاتحاد السوفيتي
خلال الحقبة السوفيتية وما بعدها، كانت السكك الحديدية تدار من طشقند.

## الطريق

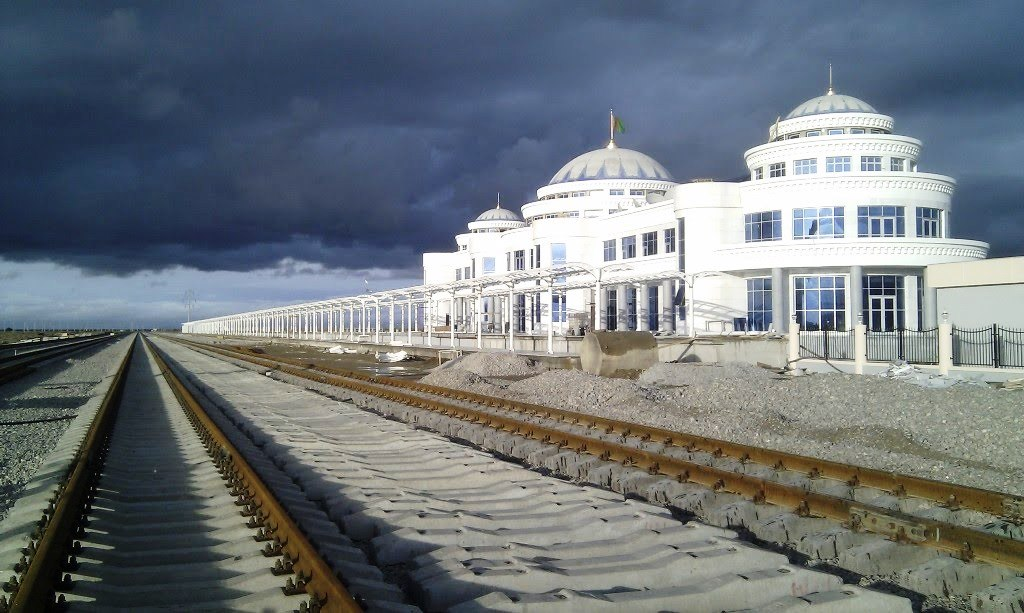
مدينة بركات هي مفترق طرق هام على الطريق العابر لبحر قزوين.

يبدأ خط السكة الحديد من الشاطئ الشرقي لبحر قزوين في تركمانباشي (كراسنوفودسك) ويتجه جنوب شرق البلاد، على طول حافة صحراء كاراكوم. يقع التقاطع المهم على الطريق ومستودع إصلاح القاطرات في مدينة بركات (غازاندجيك سابقًا) حوالي 340 كـم (211 ميل) إلى الشرق. في هذه المرحلة أيضًا، يتقاطع خط السكك الحديدية العابر لبحر قزوين مع خط السكك الحديدية العابر للحدود الذي تم إنشاؤه حديثًا بين الشمال والجنوب والذي يربط بين روسيا وكازاخستان وتركمانستان وإيران وينتهي عند الخليج الفارسي. بعد بركات، يسير الطريق بموازاة قناة كاراكوم. يمر عبر عشق أباد (عشق أباد) ويستمر في الجنوب الشرقي، ويعانق سفوح جبال كوبت داغ، ويمر عبر تدجين. في Tedzhen، خط سكة حديد حديث يربط الفروع، متجهًا إلى الحدود الإيرانية في Serakhs، ومن ثم إلى مشهد في إيران. من Tedzhen، يتجه عبر بحر قزوين إلى الشمال الشرقي، عبر Mary ( Merv )، حيث يؤدي خط فرعي تم بناؤه في تسعينيات القرن التاسع عشر إلى الحدود الأفغانية عند Gushgy، ويمتد الخط الرئيسي إلى Turkmenabat (Chärjew). من هناك، يوجد فرع بني في الحقبة السوفيتية يربط شمال غرب أورغانش ثم كازاخستان وروسيا.
يستمر الخط الرئيسي من تركمان أباد عبر بخورو (حيث يوجد خط فرعي بني في عام 1910 يؤدي إلى ترميز ودوشانبه ) ثم ينتقل إلى سمرقند. في سيرداريو، حيث يعبر نهر سير داريا، يمتد فرع شرقًا إلى وادي فرغانة الخصب. من هناك، يستمر خط السكة الحديد إلى طشقند. هناك خط آخر من الحدود الشمالية الغربية يمتد إلى كازاخستان، والتي تتفرع عند آريس لتشكيل سكة حديد تركستان - سيبيريا إلى نوفوسيبيرسك.

## أنظر أيضا
- خط أنابيب الغاز عبر بحر قزوين
- السكك الحديدية في تركمانستان